# Ряд (договор)

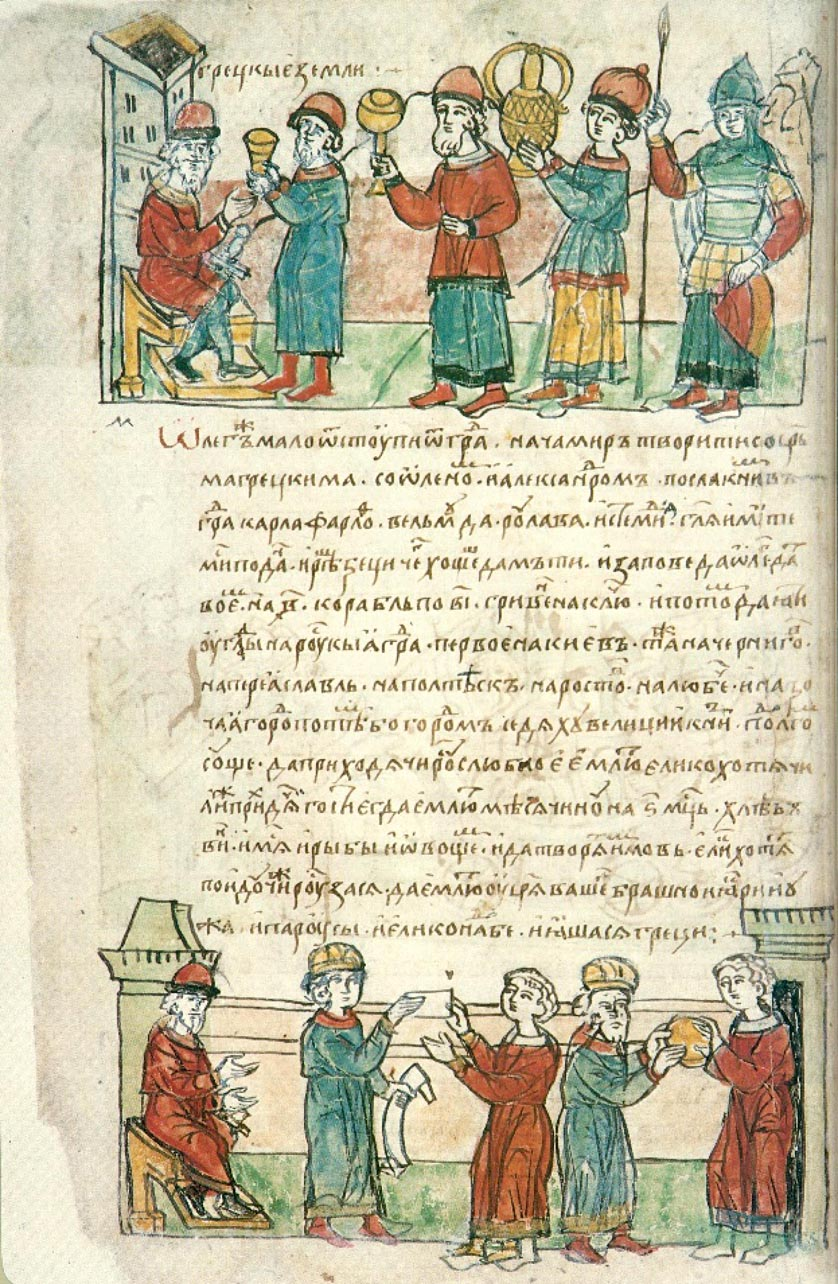
Русско-византийский договор 907 года, Радзивилловская летопись (начало XIII века), лист 40

Ряд (др.-рус. рядъ, реже ряда и др. производные термины, см. ниже) — в Древней и Удельной Руси договор, соглашение. Имел юридическую силу. Договор, в частности, был одним из основных источников публичного права и определял политический быт: международные отношения, отношения между русскими князьями, отношения князя с населением (вечем и местной знатью) и отношения князя с дружиной. Такое политическое соглашение, помимо слова ряд, называлось также докончание, крестное целование.
Документ, фиксировавший достигнутое соглашение, назывался докончальная (докончанная) грамота, докончальная (позднее — также докончальный ярлыкъ), рядная грамота (документ, закрепляющий сделку, соглашение), рядная запись (письменный договор, в том числе договор о заключении брака, росписи приданого), рядная, рядница (письменный договор, расписка), крестная (крестоцелованная, крестоприводная) грамота (документ, утвержденный крестным целованием), крестоцеловальная (крестоприводная) запись (документ, составляемый при принесении присяги), порядная запись, порядное письмо, порядная, порядня, заряд (договорная запись или обязательство с платежом за неустойку или с потерей залога; неустойка, штраф за нарушение договора), зарядная грамота, зарядная запись.

## Этимология и семантика
Ряд — слово праиндоевропейского происхождения: родственно лит. rinda — «ряд, линия», ирл. rann — «часть» и др. В древнерусском и производных от него языках слово «ряд» и связанные с ним слова имели большой спектр значений Ниже приведены только юридические и близкие к ним значения слова «ряд» и его производных.
Рядъ имел значения: «решение спорных дел, правосудие»; «порядок, управление, дело, касающееся управления»; «хозяйственное поручение»; «правило, устав»; «договор, уговор, условие, соглашение» («…а второе холопьство: поиметь робу без ряду, поиметь ли с рядомь, то како ся будеть рядилъ, на том же стоить; а се третьее холопьство: тивуньство без ряду или привяжеть ключь к собѣ без ряду, с рядомь ли, то како ся будеть рядилъ, на том же стоить», Русская Правда Пространной редакции, XII век); «наём на работу»; «завещательное распоряжение»; «удел, наследство»; «разряд, степень, должность, чин, достоинство»; «административная единица или купеческая община в средневековых Новгороде и Пскове». Выражение «положити рядъ (ряды)» означало «заключить договор» («Посла Олегъ мужи свои построити мира и положити ряды межи Грѣкы и Русью», 912 год). «Покладати рядъ» — «устанавливать порядок владения, управления на подвластной территории». Ряда — «условие, уговор, договор, переговоры, имеющие целью заключение договора, сделки»; «то, что положено по условиям договора, условленная плата»; деятельность по управлению работами, хозяйством крупной вотчины. Ряды — «переговоры». Рядство — «устройство, управление». Рядничество — «управление, осуществляемое должностными лицами». Ряжение — «решение, постановление»; «распоряжение, завещание». Уряженье — «правило, устав». Вряжение — «распоряжение, постановление». Нарядъ — «порядок, устройство, правопорядок, организация»; «деятельность по устройству, организации чего-либо, руководство, управление, надзор»; «приказание о посылке на работу, на службу, задание, назначение, приказ, распоряжение»; «подлог, сфабрикованное дело, обвинение». Порядъ — «порядок»; «договор, соглашение» («И выиде Олегъ из города, хотя мира, и вдаста ему миръ, рекуще сице: „Иди къ брату своему Давыдови, и приидита къ Кыеву на столъ отець нашихъ и дѣдъ нашихъ, яко то есть старѣй в землѣ нашѣй Кыевъ, и туто достоить снятися и порядъ положити“. Олег же обѣщася створити, и на семь цѣловаша хрестъ», 1096 год); «собрание для переговоров, принятия решения»; «подряд, временная работа на определённых условиях»; «плата, обусловленная договором». Поряда — «договор, соглашение»; «подряд, временная работа на определённых условиях». Порядокъ — «порядок». Подрядъ — «обязательство поставлять что-либо, выполнять работу по заказу, работа по такому обязательству, подряд». Подрядня — «письменное распоряжение». Разрядъ (розрядъ) — «распределение, назначение на какие-либо места, должности, распределение мест»; «документ, фиксирующий служебные назначения»; учреждение при патриархе или архиерее меньшего ранга в Русском государстве; зарубежное центральное правительственное учреждение, ведающее военными и государственными делами. Разрядъ, Разрядный приказъ — одно из центральных правительственных учреждений в Русском государстве. Разрядъ (розрядъ), разрядная книга — книга, в которой собраны документы, фиксирующие служебные назначения, царские указы, сведения о событиях и др., в Русском государстве. Разряда (розряда) — «распределение». Разрядство (розрядство) — «распределение, назначение». Рядовая — очередь на выполнение повинности. Рядовое — «оговоренная в договоре плата». Ряженое — «то, что следует по уговору». Порядное — «плата, обусловленная договором»; «пошлина при заключении торговой сделки». Рядный — «рядовой, занимающий низкое общественное положение». Рядецъ, рядца — «сановник»; «управляющий»; «посол»; «свидетель при заключении договора», «нанимающий на работу». Рядникъ — «простой, рядовой человек»; «сановник, должностное лицо, осуществляющее управление»; «пристав, караульный»; «наниматель, подрядчик». Рядчикъ — «подрядчик». Рядичь — «исполнитель хозяйственных поручений». Рядовичь, рядовникъ — зависимый человек, по своему положению близкий к холопу, но имеющий обусловленную договором возможность освобождения. Рядовникъ — «лицо, начальствующее над группой людей, работников». Рядовитинъ (мн. ч. рядовичи) — член купеческой общины (ряда); выборный представитель ряда (купеческой общины или административной единицы) в Новгороде. Рядитель — «управляющий, правитель». Рядничий — должностное лицо в Великом княжестве Литовском XV века. Урядникъ — «должностное лицо»; чиновник в органах государственной власти (урядах) Великого княжества Литовского. Нарядникъ — «распорядитель, начальник, руководитель»; «назначающий людей на работы и следящий за их исполнением». Нарядчикъ — «распорядитель, руководитель работ, старший на работах»; выборный старшина из среды служилых людей; младший начальник у служилых иноземцев; «составитель подложных документов». Порядчикъ — «нанимающий кого-либо для исполнения временной работы»; «обязавшийся по подряду исполнять какую-либо работу или поставлять что-либо, подрядчик». Подрядчикъ (подрятчикъ) — «обязавшийся по подряду исполнять какую-либо работу или поставлять что-либо, подрядчик». Зарядчикъ — «подрядчик, поставщик». Рядный (прил.) — «распорядительный»; «административный (об уме)»; «полагающийся по договору». Рядный список — список рядной записи, росписи приданого. Рядный мужъ — «сановник». Рядовой (прил.) — «не начальствующий, нечиновный, рядовой»; «поступающий на службу по договору»; «относящийся к договору, полагающийся по договору». Рядовая служба — «бессменная служба на общих основаниях, наравне с кем-либо (в ряд)». Порядный (прил.) — «поставляемый или изготовляемый по подряду, выдаваемый по условиям подряда, оговоренный в подряде». Подрядный (прил.) — «поставляемый или изготовляемый по подряду, выдаваемый по условиям подряда, оговоренный в подряде»; «работающий по подряду». Подрядная запись — документ, содержащий условия подряда. Нарядный (прил.) — «подложный, составленный с неблаговидной целью»; «относящийся к назначению на службу». Разрядный (розрядный) (прил.) — «относящийся к разделу имущества, владений, распределению обязанностей, мест, служебных назначений»; «относящийся к Разрядному приказу»; «относящийся к патриаршему или архиепископскому учреждению — разряду». Разрядная изба — Разрядный приказ или его главное помещение; воеводская канцелярия в главном городе приграничной области Русского государства. Разрядная полата — помещение судебного и административного назначения в Русском государстве. Разрядные площади подьячий, разрядныхъ сѣней подъячий — площадной подьячий, связанный с Ивановской площадью, где находился Разрядный приказ. Порядкомъ — «соблюдая порядок». Нарядно — «ложно, подложно». Нарядомъ — «по предварительному сговору против кого-либо, с намерением оклеветать».
Глагол рядити имел значения: «править, управлять, распоряжаться чем-либо»; «назначать»; «договариваться (оговаривая условия сделки)» («О рѣзѣ. Аже кто даеть куны в рѣзъ, или наставъ в медъ, или жито во просопъ, то послухи ему ставити: како ся будеть рядилъ, тако же ему имати», Русская Правда Пространной редакции, XII век); «принимать на службу, на землю вотчины на договорных условиях». «Ряды рядити» — «решать дела, касающиеся управления». «Суды рядити» — «производить суд». Рядитися — «договариваться, заключать соглашение»; «при заключении сделки договариваться о цене, условиях»; (за кого) «поселяться в чьих-то владениях на предварительно оговоренных условиях». Урядити — «учредить, установить». Нарядити — «распорядиться, указать, назначить, определить»; «сделать что-либо в качестве организатора, заказчика»; «составить подложно, подделать». Наряжати — «организовывать»; «делать, изготовлять в качестве заказчика»; «руководить, распоряжаться, ведать, управлять»; «назначать»; «фальсифицировать»; «составлять подложно, подделывать (документы), фабриковать (дело против кого-либо)». Наряживати — «назначать»; «тайно, незаконными средствами подготавливать, фабриковать (судебное дело против кого-либо)». Нарядъ (наряды) наряжати — «готовить фальшивые документы, организовывать ложные показания». Порядити — «привести в норму, в порядок»; «установить (плату, обусловленную договором)»; «соблюсти (договор, соглашение)»; «нанять для исполнения временной работы, подрядить». Порядитися — «договориться, заключить договор»; «наняться для исполнения временной работы, подрядиться». Поряжатися — «наниматься для исполнения временной работы, подряжаться». Подряжати — «нанимать для исполнения временной работы, подряжать». Подряда — действие по глаголу подряжати (в приведённом выше значении). Подряжатися — «наниматься для исполнения временной работы, подряжаться». Зарядити, зарядитися — «договориться, условиться». Отрядити — «назначить, отрядить». Отряжати, отряживати — «посылать с поручением, отряжать». Отряжение — действие по глаголу отрядити. Срядити — «устроить, организовать». Срядитися, срядитися рядомъ — «заключить договор, договориться». Разрядити (розрядити) — «распределить людей, дать назначения»; «разделить, распорядиться о разделе, распределении чего-либо, разделить общее имущество, наследство»; «устроить, сделать распоряжения». Разряжати (розряжати) — «распределять людей, давать назначения»; «устанавливать порядок, надлежащие взаимоотношения».
Докончание связано с глаголом докончати, имевшим значения: «окончить, завершить»; «выполнить»; «договориться, условиться, заключить соглашение» («И докончаша межи собою князь Юрьи и князь Михайло яко итти обѣма въ орду», 1317 год); «умертвить, уничтожить». Докончатися — «кончиться, прекратиться». Выражение «докончати миръ, рядъ» означало «заключить мир, договор» («Се азъ князь Олександръ и сынъ мои Дмитрии… и съ всѣми новгородци докончахомъ миръ… и съ всѣмъ латиньскымь языкомь», третья четверть XIII века). Доконати — «осуществить, выполнить, довести до конца»; «установить, обосновать, доказать».
Докончание, или докончанье, помимо значения «договор, соглашение», имело значения «заключение договора» («Се покончаша промежъ себе отъ Славенскаго конца посадники… А на семъ доконцаньи были люди добрые…», 1436—1456 годы); «окончание, конец». «Быти въ докончании» — «находиться в договорных отношениях». «Вѣчное докончание» — «вечный мир, бессрочный договор о мире». Доконъ — «окончательный договор, окончательное решение дела».
Крестное цѣлование — клятва, присяга, подтверждённая целованием креста; договор, подтверждённый такой присягой. Крестоцѣловальникъ — приносящий присягу, подтверждаемую целованием креста. Крестоприводство — приведение к присяге, сопровождаемой целованием креста. Крестоприводная пошлина — пошлина, взимаемая при составлении крестных грамот. Крестоприводная книга — книга, содержащая текст присяги и списки лиц, приведённых к ней. Крестное преступление — нарушение присяги, крестного целования («И цѣлова крестъ; и отпусти и Мъстиславъ в Котелницю. И того же лѣта преступи Володимер крестное цѣлование», 1168 год, Моск. лет., 76). Крестоперецъ — дающий ложную клятву, целуя крест.

## Обзор
Договорное право, наряду с обычным правом, было одним из основных источников русского права. Однако позднейшие договоры нередко повторяли содержание более ранних, поэтому в их тексте не всегда возможно отделить обычное право от договорного. Также сложно установить время возникновения конкретной правовой нормы. В ряде случаев договоры ссылаются на старину, то есть давний обычай. Различные интересы сторон побуждали каждую из них толковать старину в свою пользу, а при возникновении споров каждая из сторон являлась судьей в собственном деле. Поэтому все политические отношения, основанные на договорном праве, отличались непрочностью.
Наиболее ранними известными русскими письменными договорами были договоры Руси с Византией X века, записанные на харатьях. Тексты этих договоров сохранились в составе Повести временных лет. Известно ещё два домонгольских международных соглашения: Договор Новгорода с Готским берегом и немецкими городами конца XII века и «Смоленская торговая правда» 1229 года. Остальные сохранившиеся письменные договоры не восходят дальше второй половины XIII века, но самый ранний упоминающийся в письменных источниках договор (ряд), вероятно, существовавший в устном виде, был заключён приблизительно в 862 году между варяжскими князьями во главе с Рюриком и призвавшими их племенами славян и финнов. От XII века имеются указания на междукняжеские крестные грамоты и поряды между князьями и городами, сохранявшиеся в церквях. Об этих договорах свидетельствуют краткие летописные заметки.

## Частноправовые соглашения
Рядом называлось любое частноправовое соглашение, включая договор о предоставлении средств в долг под проценты (ст. 50 Русской Правды Пространной редакции), договоры, заключавшиеся при поступлении на службу (см. ниже), специальный договор при женитьбе на робе (холопке), позволявший избежать перехода супруга в статус холопа («а второе холопьство: поиметь робу без ряду, поиметь ли с рядомь, то како ся будеть рядилъ, на том же стоить», ст. 110 Пространной Правды). 

## Договоры о службе

### Зависимые люди
Ряд мог заключаться между феодалом (князем, боярином) и лично и/или экономически зависимыми людьми, которые по условиям ряда находились у него на службе. Люди, заключившие такой ряд, назывались «рядовичи».

### Вольная служба
Договорными были отношения между князем и его дружиной, между князем и боярами, между князем и вольными слугами. Специальный договор заключался при поступлении на службу тиунов и ключников. Договор гарантировал им сохранение личной свободы; в противном случае эти слуги переходили в статус холопов («а се третьее холопьство: тивуньство без ряду или привяжеть ключь к собѣ без ряду, с рядомь ли, то како ся будеть рядилъ, на том же стоить», ст. 110 Пространной Правды).
Согласно М. А. Дьяконову, отношения между князем и дружиной были свободными и определялись их взаимным соглашением и доверием. П. С. Стефанович пишет, что присяга верности дружинников и их право отъезда как институты в домонгольской Руси были неизвестны. Поступая на службу к князю или в ряде случаев уже находясь на ней, бояре вместо клятвы выражали свою верность словами «приять в сердце», «готов сложить голову» и т. п. О докончаниях князей с дружиной или с вольными слугами летопись упоминает наряду с докончаниями с населением. Например, князь Мстислав Изяславич, занявший киевский стол в 1169 году, заключил «ряды с братией, с дружиной и с кияны». Ряды могли заключаться как с отдельными слугами, вступающими в дружину, так и с целой дружиной. Так, когда князь умирал, и дружина переходила на службу к его преемнику, последний заключал договор с дружиной в целом. Договорные отношения этого типа существовали вплоть до ликвидации вольной службы. Ещё в XIV и XV веках вольные слуги «приказываются» на службу, но могут и «отказаться» от неё: они пользовались как свободой поступления на службу к тому или иному князю, так и правом отъезда от одного князя к другому. Это право подтверждалось во всех междукняжеских договорах. В письменном виде, в виде договорных грамот князей со слугами, данные соглашения неизвестны, о таких грамотах нет никаких упоминаний. Вероятно, эти докончания имели только устную форму, поэтому неизвестно и их точное содержание.
В договорах оговаривались условия службы, причём служба подразумевалась только ратная. Договор включал условия о порядке отбывания службы и размере вознаграждения. Только изредка памятники указывают на служебные условия дружинников и вольных слуг: они целовали князю крест на том, что будут служить ему до последней капли крови. Так, нижегородские бояре отвечают своему князю, который в минуту опасности напомнил им об их обязательствах, принятых на себя под крестным целованием: «Мы единомысленны к тебе и готовы за тебя головы сложить». Князья же принимали на себя обязательства «по достоянию их жаловать», «воздавать им достойную честь против служения их». Князья платили своим слугам золотом и серебром, позднее наделяли их вотчинами и кормлениями, предоставляли им судебные и финансовые льготы. Договоры вольной службы постепенно выходили из практики по мере того, как московские князья начали борьбу с правом отъезда. Они охотно принимали к себе новых слуг, но отъезда не допускали и наказывали отъездчиков. В XVI веке в Москве все въезжие иноземцы могли приказаться на службу, но отказ от службы уже не допускался. При Иване Грозном впервые были определены нормы службы.

## Ряды князя с населением
Ряд мог заключаться между князем и подвластным населением. Такие договоры были следствием права населения определённой территории приглашать к себе князя. Раннее Русское государство строилось на основе устного договора между князем и его дружинной с одной стороны и племенной знатью и формально всем подвластным населением с другой стороны. Князь и его дружина защищали своих данников, решали судебные тяжбы, осуществляли торговлю и строили города. Они обязаны были действовать в соответствии с местным правом. Подвластное население в свою очередь платило дань и принимало участие в ополчении. «Повесть временных лет» следующим образом описывает заключение ряда между варяжскими князьями и призвавшими их славянскими и финно-угорскими племенами (862 год):

В лѣто 6370. И изгнаша варягы за море, и не даша имъ дани, и почаша сами в собѣ володѣти. И не бѣ в нихъ правды, и въста родъ на род, и быша усобицѣ в них, и воевати сами на ся почаша. И ркоша: «Поищемъ сами в собѣ князя, иже бы володѣлъ нами и рядилъ по ряду, по праву.» Идоша за море к варягом, к руси. Сице бо звахуть ты варягы русь, яко се друзии зовутся свее, друзии же урмани, аньгляне, инѣи и готе, тако и си. Ркоша руси чюдь, словенѣ, кривичи и вся: «Земля наша велика и обилна, а наряда въ ней нѣтъ. Да поидете княжить и володѣть нами». И изъбрашася трие брата с роды своими, и пояша по собѣ всю русь, и придоша къ словѣномъ пѣрвѣе.

В последующие века ряд продолжал играть важную роль в древнерусских княжествах: князь и его администрация (дружина) строили свои отношения с местной знатью и прочим населением (преимущественно горожанами) на основе договорных отношений. Князь, нарушивший договор, мог быть изгнан (Изяслав Ярославич и Всеволод Ярославич) или даже убит (Игорь Рюрикович и Игорь Ольгович).
Соглашение князей со славяно-финскими племенами имеет параллели с соглашениями при избрании конунга в Скандинавии как они описаны в королевских сагах. Так, согласно Снорри Стурлусону, Хакон I Добрый (920—961) собирает тинги и заключает договор с местной знатью и бондами, недовольными его братом Эйриком. Так же приходят к власти и некоторые другие конунги. Конунг, нарушивший свои договорные обязательства, мог быть изгнан (Олав II Святой).

### Докончания князей с городами
Докончание князя с населением (вечем, местной знатью) города, или ряд, поряд, наряд с князем, подтверждались взаимным крестным целованием. По выражению летописи, князь «утверждался» с людьми, причём, как указывает П. В. Лукин, под обобщающими терминами («кияне», «новгородьци» и др.) могли подразумеваться только социальные верхи, которые и были основными участниками договора со стороны горожан. Князь, занявший стол помимо воли населения, например, изгнавший своего противника, также должен был утвердиться с людьми, поскольку без поддержки веча ему трудно было удержать власть. Такие соглашения заключались не только при занятии стола. В условиях неустойчивости междукняжеских отношений положение князя могло измениться в короткое время. Угрозой для него были другие князья-претенденты на стол. Эти обстоятельства побуждали князей вступать в новые соглашения с вечем. Кроме того, князь мог занимать один и тот же стол несколько раз, в каждом случае заключая новое соглашение. Так, в 1169 году Мстислав Изяславич по приглашению киевлян занял киевский стол и «взял ряд» с ними. В том же году в результате Киевский похода, организованного Андреем Боголюбским, Мстислав оставил Киев, но вскоре опять возвратился на прежний стол и снова «взял ряды с братией и с кияны».
С XII века, а возможно и раньше, договоры этого рода обрели письменную форму, но из них сохранились только новгородские тексты от второй половины XIII века. О более ранних докончаниях с другими городами свидетельствуют краткие летописные записи. Чаще всего летопись не указывает условий соглашения или передает их в общих выражениях. Например, под 1199 годом сообщается, что князь Роман Мстиславич целовал крест галичанам, «еже любити их, никого-же обидети».
Источники упоминают о всем поряде, или наряде, князя с народом. Например, владимирцы в 1175 году посадили у себя на столе с радостью Ярополка Ростиславича, «в святей и Богородици весь поряд положьте». Сомнительно, что «весь поряд» означал подробные правила управления и суда, поскольку даже позднейшие новгородские договорные грамоты обходят молчанием многие стороны княжеского управления. Сотворить «весь поряд», вероятно, значило лишь решить все спорные вопросы, в то время как большая часть правил о порядке управления и суда опиралась на обычай — пошлину, или старину. В обеспечение этих обычаев в договоры вносилось обязательство править «по старине».
Выражение источников о том, что князю предоставлен стол «на всей его воли», означало принятие народом предложенных князем условий, а не наделение князя неограниченной властью. Известны и обратные случаи: князь мог целовать крест «на всей воли» народа. Например, в 1146 году в Киеве эту юридическую процедуру выполнил Игорь Ольгович.
В ряде случаев вече определяло срок, на который избирался князь. Так, киевляне, избрав своим князем Ростислава Мстиславича, обещают ему: «А до твоего живота Киев твой» (до конца жизни). Иногда народ целовал князю крест «и на детях его». Этим вече не отказывается впредь от права избирать князя, а лишь обязуется по смерти правящего князя выбирать преемников из его потомства. Если срок не упоминался, он, вероятно, был неопределенным, и князь правил, пока между ним и народом поддерживались мирные отношения.
Иногда вече определяло, кем и как должен отправляться суд. Подробно это условие было оговорено киевлянами с Игорем Ольговичем в 1146 году. Нарушение обычно-правовых правил суда влекло за собой изгнание князя и его судей. Так, в 1176 году во Владимире народ изгнал Ярополка Ростиславича и его детских, взимавших высокие судебные пошлины.

### Договоры Новгорода с князьями
Согласно сохранившимся договорам Новгорода с князьями, княжеская власть ограничивалась рядом условий. Князь не мог:
- издавать без посадника «грамот»;
- раздавать без посадника волостей, то есть назначать местные власти, избравшиеся из новгородских жителей;
- лишить мужа волости без вины, то есть смещать с должности без суда;
- судить без посадника;
- вызывать новгородцев за пределы Новгородской земли по делам управления и суда;
- князь и его слуги не могли приобретать в новгородских владениях недвижимых имуществ.

Кроме того, договоры определяли размер некоторых доходов князя и его слуг, ряд правил о порядке общего суда и другие условия. По всем иным вопросам новгородцы налагали на князей обязательство «держать Новгород в старине, по пошлине».

## Докончания между князьями
Докончания между князьями были единственным способом определить запутанные междукняжеские отношения и служили этой цели до начала XVI века. Последний известный договор этого типа был заключён в 1531 году московским государем Василием III со своим родным братом удельным князем Дмитровским Юрием Ивановичем. Сохранилось около 66 договоров данного рода, древнейший из них заключён не ранее 1341 года. Все сохранившиеся междукняжеские договоры, за исключением одного, заключены князьями Московского дома.

### Неприкосновенность владений
В качестве общего правила договоры включали условия о неприкосновенности и независимости владений князей-союзников. Они обязуются «не подозреть», «не искать», «не хотеть», «блюсти и не обидеть» княжения. Подразумевалось и редко выражалось прямо право князя на независимое управление своей территорией. Так, указывались обязательства не высылать на чужую территорию даньщиков и приставов, не выдавать касающихся её жалованных грамот. Договоры обычно также устанавливали границы владений.

### Договорное братство
Вторым общим правилом было условие о братстве князей, устанавливавшее договорное братство — систему договорной иерархии, отличной от родовой. Все русские князья были едиными по происхождению и имели право на владение частью Русской земли. Фактически же сильные князья имели больше земель. В противовес этому в договорах появляется условие о братстве князей. Братья в княжеской семье различались по старшинству, причем старейший обычно получал лучший стол. Так и договорное братство различало старейшего брата, или старейшину, просто брата и младшего брата. Эта градация могла как соответствовать реальному возрасту союзников, так и расходиться с ним. Например, племянник по договору мог оказаться «старейшим братом» своего дяди.

### Мирный союз
Собственно условия мирного союза включали обязательство «жить за один», «быть в одиначестве», то есть согласии и любви, действовать по общей думе. Сюда же относились условия о порядке выступления на войну и обязательство «не кончивать» — не вступать без согласия в новые союзы и, следовательно, не предпринимать односторонних военных действий. Слабые князья предоставляли сильным союзникам право решать за них вопросы войны и мира. Такие отношения наблюдаются уже между южнорусскими князьями, но более характерны для московских князей, которые с помощью договоров обеспечили за собой право исключительных внешних отношений с Ордой.

### Другие условия
В междукняжеских докончаниях встречается ещё ряд условий: правила об отъезде вольных слуг от одного князя к другому; об общем суде по спорным вопросам о границах и по частным делам; о порядке торговли; о выдаче преступников, беглых холопов и должников, о возвращении изменников и награбленного имущества до заключения мира и др. 
Неприкосновенность мелких княжений являлась препятствием на пути к объединению Северо-Восточной Руси. Но сильные московские князья, начиная с Дмитрия Донского, при благоприятных условиях систематически нарушали принятые на себя под клятвой обязательства, толкуя договорную старину с точки зрения своих интересов. В деле объединения земель московские князья находили поддержку со стороны духовенства. От междукняжеских договоров со временем осталась только форма. Сама эта форма перестала существовать в малолетство Ивана Грозного, когда взрослые дяди великого князя-младенца принуждены были целовать крест в обеспечение односторонне принятых ими обязательств.